# یواس‌اس نیمبل (ای‌ام-۴۵۹)
یواس‌اس نیمبل (ای‌ام-۴۵۹) (به انگلیسی: USS Nimble (AM-459)) یک کشتی بود که طول آن ۱۷۲ فوت (۵۲ متر) بود. این کشتی در سال ۱۹۵۴ ساخته شد.